# Strotarchus planeticus
Strotarchus planeticus là một loài nhện trong họ Miturgidae.
Loài này thuộc chi Strotarchus. Strotarchus planeticus được miêu tả năm 1958 bởi Edwards.